# サンドウェッジ

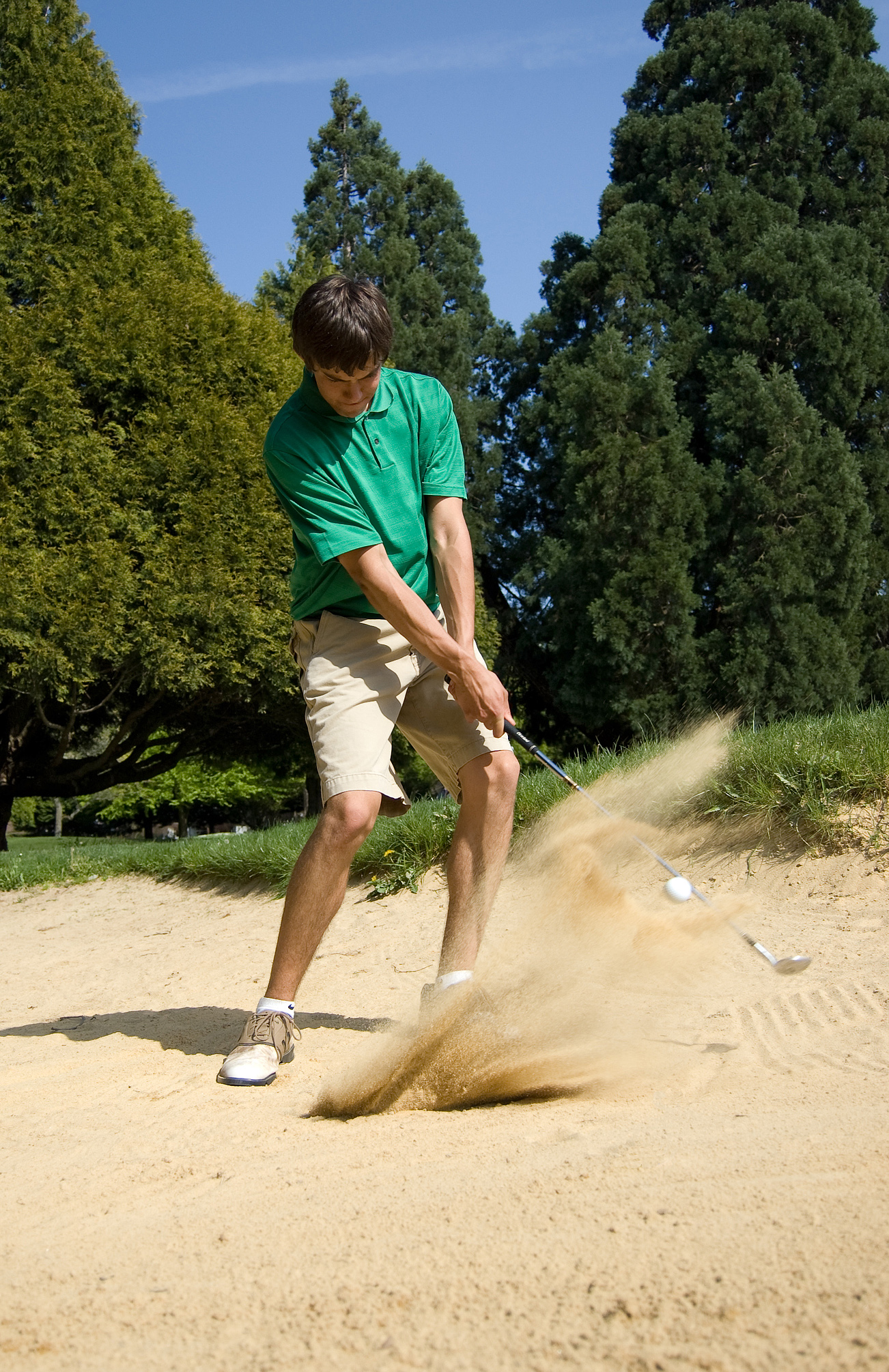
サンドウェッジによるバンカー・ショット

サンドウェッジ（Sand wedge）は、ゴルフクラブの種類の1つで、主にバンカー（砂）から打球するためのクラブ。いわゆるアイアンの1種であり、ウェッジと呼ばれるクラブの1つである。1番から9番までのアイアンよりもさらにボールを当てる面が上を向いている（ソールが倒れている）。砂地からのスイングに用いることを意図されており、砂の抵抗に負けないような工夫がなされている場合が多い。
プロゴルファー ジーン・サラゼンとウイルソンとでの共同開発によって発明された。